# Eupelmídeos
Eupelmídeos (Eupelmidae) é uma família de vespas parasitoides da superfamília Chalcidoidea. São vespas de tamanho reduzido de tom iridescente metálico (normalmente verdes, azuis ou douradas), atualmente catalogadas com mais de 900 espécies descritas, distribuídas em 45 gêneros, pertencentes a 3 subfamílias: Calosotinae, Eupelminae e Metapelmatinae. São encontradiças em praticamente todos habitats, ao redor do mundo. No Brasil estão catalogadas 69 espécies pertencentes a 19 gêneros. 

### Desenvolvimento
As larvas da maioria das espécies de Eupelmidae são parasitóides primários de larvas de besouros, mas há grande variedade de hábitos de vida e de hospedeiros, p.ex. muitas espécies atacam ovos de outros artrópodes, ou são hiperparasitas. É comum os hospedeiros de vespas Eupelmidae habitarem dentro de tecidos vegetais, como brocas (Coleoptera) e moscas galhadoras (Diptera: Cecidomyiidae). A subfamília Eupelminae é particularmente diversa em hospedeiros possíveis, incluindo diversas lagartas de Lepidoptera (mariposas e borboletas), Coleoptera (besouros), Hemiptera (Coccoidea, cochonilhas), Orthoptera (grilos e gafanhotos), Blattodea (baratas), Mantodea (louva-deus) e Diptera (moscas). Espécies hiperparasitas geralmente atacam pupas de Braconidae. Como exemplo de diversidade de hábitos de vida, diferentes espécies de Anastatus usam ovos de Lepidoptera, Orthoptera, Mantodea ou Blattodea.

### Controle Biológico
Por conta de seus hábitos parasitas, algumas espécies de Eupelmidae são estudadas como agentes de Controle Biológico de pragas. Por exemplo, Anastatus disparis é um parasitóide de ovos usado no controle da lagarta-do-sobreiro Lymantria dispar, uma praga de grande importância florestal. Analogamente, Anastatus bifasciatus tem sido usada no controle de Gilpinia hercyniae (spruce sawfly) na Europa. A espécie Anastatus orientalis foi proposta como candidato a agente no controle biológico de Lycorma delicatula (Spotted lanternfly) depois de estabelecido um protocolo de criação massal da espécie.

### Taxonomia
Morfologicamente, Eupelmidae variam muito em traços anatômicos, mas geralmente podem ser separados dos demais Chalcidoidea pelo mesonoto côncavo, grande mesopleuron que é convexo e mais longo do que alto; o esporão apical da tíbia mediana é robusto, exibe uma inserção da coxa mediana na metade e margem posterior do mesopleuron. Cercos geralmente localizados perto ou sobre o ápice do gáster. Venação das asas anteriores similar à das asas posteriores. A maior parte dos especialistas consideram a família polifilética, logo há uma instabilidade sobre o status taxonômico de alguns grupos de gêneros.